# Stare Miasto (Radom)
Stare Miasto – najstarsza dzielnica Radomia.

## Opis
Według Systemu Informacji Miejskiej osiedle obejmuje obszar rzeką Mleczną, granicami działek, ulicą Okulickiego, placem Kotlarza (bez terenu placu), ulicą Limanowskiego, rondem Kisielewskiego (bez terenu ronda), ulicą Limanowskiego, granicami działek, ulicą Dębową i granicami działek. Od północy Stare Miasto graniczy z osiedlem Kaptur, od zachodu – Miasto Kazimierzowskie o Śródmieście, od południa – Planty o Borki, od zachodu – Zamłynie.
Na terenie dzielnicy znajduje się m.in. grodzisko Piotrówka i najstarszy w Radomiu kościół św. Wacława.
Dojazd do dzielnicy możliwy jest liniami komunikacji miejskiej nr 1, 2, 5, 6, 8, 10, 11, 15, 16, 17, 23.

## Historia
Podczas badań archeologicznych na Starym Mieście odkryto warstwy kulturowe sięgające X wieku. Natomiast liczniejsze są pozostałości ceramiki z wieków XI–XIII. Odkryto też cmentarzysko z XI wieku ze stosunkowo bogato wyposażonymi grobami, które było związane z ówczesnym grodem na Piotrówce. U schyłku XII w. nastąpiła w Radomiu zmiana struktury przestrzennej Radomia. W wieku XIII i pierwszej połowie XIV centrum osadnictwa stanowiło Stare Miasto. W tym czasie osada zmieniła swoje funkcje, nabierając cech osady targowej i stanowiąc zalążkiem organizmu miejskiego.
Jedynym reliktem średniowiecznej zabudowy Starego Miasta jest kościół św. Wacława. Dokładna data budowy kościoła nie jest znana. Wysuwano hipotezę, że pierwotny kościół mógł pochodzić nawet z XI wieku, aczkolwiek hipoteza ta nie została potwierdzona. Przyjmuje się, że część prezbiterialna świątyni powstała w XIII wieku. Również od XIII w. dokonywano pochówków na przykościelnym cmentarzu (możliwe jednak, że najstarsze pochówki pochodzą z XII wieku). Pochówki były dokonywane aż do roku 1797.
Przed schyłkiem XIII w. Stary Radom uzyskał prawa średzkie. W połowie XIV wieku centrum osadnicze Radomia przeniosło się ze Starego Miasta na obszar nazywany dziś Miastem Kazimierzowskim, zaś Stare Miasto straciło na znaczeniu, stając się osadą o charakterze rolniczym. Po lokacji Nowego Radomia również kościół św. Wacława stracił na znaczeniu, zachował jednak status kościoła parafialnego.
W 1802 niszczejący kościół św. Wacława przekształcono w magazyn dla wojska austriackiego.